# Daubenhorn
Daubenhorn – szczyt w Alpach Berneńskich, części Alp Zachodnich. Leży w Szwajcarii, w kantonie Valais, blisko granicy z kantonem Berno. Przełęcz Gemmi oddziela go od Rinderhorn. Poniżej szczytu blisko przełęczy Gemmi leży jezioro Daubensee.
Na szczyt prowadzi najdłuższa droga wspinaczkowa via ferrata w całej Szwajcarii. Szlak prowadzi z Leukerbad i ten oznakowany jest jako ED czyli ekstremalnie trudny. Na szczyt można także wejść z przełęczy Gemmi, na której znajduje się schronisko Lämmerenhütte.
Pierwszego odnotowanego wejścia dokonali Fox i inni w 1879 r.